# FBI (명탐정 코난)
본 문서에서는 아오야마 고쇼의 만화 《명탐정 코난》에 등장하는 FBI 및 그 대원들에 대해 기술한다.

FBI의 인물 일부이다. 왼쪽부터 조디 스틸링, 제임스 블랙, 아카이 슈이치

## 첩보 활동
여기서는 검은 조직의 추적을 위해 일본에 잠입 수사를 하고 있는 FBI의 수사관들이 현재까지 비밀리에 관여하거나 연루된 사건을 중심으로 어디까지 진실이 밝혀졌고 어떤 부분에서 수사가 교착 상태에 있는가 살펴보기로 한다.
극 전개가 시작되는 시점으로부터 2년 전에는 수사관 아카이 슈이치 수사관을 검은 조직에 잠입시켜서 보스의 신병을 노리고 있었으나 같은 수사관인 앤드루 캐멀|안드레 캐멀의 실수로 실패하여 일시 후퇴한 상황이며 그로 인해 미야노 아케미가 진에 의해 희생당하는 결과를 초래했다.
현재는 과거에 미국에서 범죄를 저지른 증거를 가지고 있는 멤버 베르무트를 표적으로 하여 그녀의 일본 방문에 맞추어 베이카 정 (米花町) 부근에 있으면서 수사를 실시하고 있으며 그 과정에서 아라이데 토모아키로 변장하려는 베르무트의 계획을 역이용하여 수사를 한 적이 있다.
덧붙여 잠입 및 조사에 대해서는 전문가인 베르무트에 대한 일 때문에 수사와 관련해서는 베르무트의 신병이 완전히 확보될 때까지 일본 경찰에게는 비밀에 붙일 방침이라서 일본에서는 공식적으로 활동할 수 없는 상태라 수사에 대한 정보 공개에 극도로 조심하고 있다.
수사관인 조디와 제임스가 잠입 중에 에도가와 코난과 안면을 가졌으며, 그의 추리력을 좋게 평가하여, 일본에서 수사를 할 때는 코난을 협력자로 맞아들이고 있어 코난이 정보 교환이나 작전 참여를 적극적으로 하고 있다. 다만 FBI 대원들 모두 코난의 정체는 모르는 듯 하다. 하지만 요즘 들어 아카이 슈이치는 코난의 정체를 알고 있는듯이 보였다.
아카이를 제외하고 모두 일본인이라고 확인되지는 않지만, 일본을 거점으로 활동하고 있는 검은 조직을 표적으로 한 것도 있어, 등장하는 주요 멤버는 거의 모두 일본어를 잘하며, 극중 회화에서는 코난을 위한 배려인지 오로지 일본어로 행해지고 있다.
다만 등장하는 FBI 수사관들 및 관련 인물들이 처음에는 검은 조직으로 생각되게 만들어지는 복선이 있어 복선에 해당하는 인물이 검은 조직의 첩자로 여겨지기도 했으며 복선에 따른 반전(예. 42권)을 통해 이야기가 진행되었다.

## 활동 멤버

### 조디 스털링
조디 스털링(영어: Jodie Starling)은 FBI 수사관이다. 나이는 28세이다.  권총 사격 솜씨가 상당하다.
일본의 아케이드 게임을 아주 좋아하고, 수준급의 게이머이기도 하다.  모습이 베르무트와 닮아서 베르무트는 아닐까 정체를 수상히 여기게 된 코난과 핫토리가 자택을 방문했을 때에 목욕 가운이나 노출이 아주 심한 사복으로 맞이하여 두 명을 당황하게 했다. 그렇지만 베르무트에 대한 뒷조사를 한다는 것을 숨기기 위해 목욕한 것으로 가장한 것이 나중에 345화에서 밝혀졌다.
베르무트에 의해 20년전에 부모님을 잃었다. 조디는 증인 보호 프로그램을 받고 이름 등을 바꿔 성장하면서 아버지의 뒤를 이어 FBI에 들어간다. 일본에 들어왔을 때에는 "조디 센티밀리온"이라고 하는 가명을 사용하여 신임 영어 교사로 테이탄 고등학교에 부임한다. 조디 스털링은 정체를 숨기고 잠입 수사를 실시했다.  일본어는 유창하게 이야기할 수 있지만, 잠입 수사중의 FBI 수사관이란 정체를 숨기려고 한때 억양이 표준어와 전혀 다른 일본어를 구사한 적이 있으나 FBI라고 밝혀진 이후에 유창한 일본어로 이야기하게 된다. 그래서 캐멀 수사관의 혐의를 풀어주려고 소환되었을 때 다카기 형사한테서 일본어가 유창해졌다는 소리를 듣는다.
아라이데 도모아키로 변장하고 있던 베르무트를 추적할 때, 베르무트가 코난을 "Cool Guy"라고 부르는 것에 의문을 품게 된다. 조디는 코난의 정체를 잘 몰라 코난이 초등학생인 걸 감안했을 때 "Cool Guy"보다는 "Cool Kid"가 적합하다고 생각했기 때문이다. 첫 등장을 할 때에는 조디가 코난, 란, 소노코와 헤어지며 "Bye Bye...Cool Guy"라고 말하지만 이때의 "Cool Guy"는 에도가와 코난을 가리키고 있는 것이 아니라 베르무트가 변장하고 있던 아라이데 선생님을 가리킨다.
자가용은 푸조 607이고, 이름은 조디 포스터와 그녀가 영화 양들의 침묵에서 맡았던 배역 클라리스 스털링에서 따왔다.행동하는 것이 마치 검은 조직원처럼 보였지만 그 정체는 완전히 반대이며, 자신과 달리 증인보호 프로그램을 거부한 하이바라 아이에 자신의 과거를 비추는 모습도 보인다.
FBI 동료이며 옛 연인이었던 아카이 슈이치를 "슈"라고 불러 그에게 호의적인 모습을 볼 수 있다. 평상시에는 냉정한 행동을 보이지만 아카이와 관련된 사건에 연관되어 있으면 이성과 냉정함을 잃어 어린 아이같은 행동을 하기도 한다. 아카이 수사관이 생사불명된 이후에는 아카이 수사관의 행방에 대해 수사를 하고 있는데 아카이 수사관으로 보이는 인물이 보이거나 목격담이 들려오면 냉정한 이성을 잃기도 한다.
일본어판은 이치조 미유키(一条みゆ希)가 더빙을 맡고 있으며, 어릴 적 목소리는 토우마 유미(冬馬由美)가 맡았다. 한국어 더빙판은 문선희가 더빙을 맡고 있으며 한국어 더빙판의 어릴 적 목소리는 정선혜가 맡은 바 있다.

### 아카이 슈이치
아카이 슈이치(일본어: 赤井秀一, あかい しゅういち)는 FBI 수사관이다.
검은 니트모가 트레이드 마크이며, 초록색 눈을 가지고 있고 왼손잡이이다.  미야노 아케미와 만나기 전에는 조디 스털링과 연인이었다.
추리력과 수사력은 코난과 비슷하며, 뛰어난 스나이퍼이기도 하다. 검은 조직의 우수한 스나이퍼인 키안티나 코른과도 맞설 수 있는 실력자로 키안티나 코른의 한계 저격 거리는 600야드이지만 그에 비해 슈이치는 800야드(약 731 m) 이상을 저격할 수 있다. 10주년 기념 블랙 임팩트 조직의 손이 닿는 순간 마지막 편에서 800야드 이상 떨어진 장소에 있는 콩알만한 도청기 (코난의 추적 안경에 달려 있던 것)를 정확하게 저격총으로 박살내고 진이 코른에게서 뺏어 들은 저격총의 스코프를 통해 진의 왼쪽 눈가의 광대 뼈에 총알이 스치게 하여 진이 가슴에 입고 있던 방탄복에 2발의 총탄을 박아 버린다. 특히나 진의 광대뼈쪽에 스친 총알은 마음만 먹었다면 눈에 정확히 박히게 할 수도 있었을 정도로 우수한 스나이퍼에 해당한다. 만약 진의 회피가 조금만이라도 늦었더라면 즉사했을 지도 모른다.
단행본 42권 이전, 즉 아카이가 FBI 수사관의 한 명으로 단정되기 전에는, 모리 탐정 사무소앞이나 자신의 차안, 길가 등에서 담배를 피우고 있는 장면이 빈번하게 나왔지만, 그 다음은 한번도 담배를 피우고 있는 모습이 그려져 있지 않다.
일찍이, 검은 조직에 잠입하여 수사를 한 경험이 있다. 조직의 일원인 미야노 아케미와 접촉해, "모로보시 다이(諸星 大)"라는 가명으로 아케미와 교제를 시작하여 그녀나 여동생 시호를 개입시켜 조직에 잠입했다. 조직에서는 "라이(Rye)"라고 하는 암호명이 주어져 조직내에서 잘 여기저기 돌아다녀, 최종적으로 진과의 임무에까지 도달했지만, FBI의 동료인 캐멀에 의해 정체가 발각되어 수사가 실패해 버린다.  조직 내에 깊이 관여했기 때문에 아케미가 조직에 의해 살해된다.
당초에는 FBI 요원로서의 임무 목적으로 조디 수사관과 관계를 정리하고 아케미와 교제를 시작했지만 그러한 인연 때문인지 그녀를 직접 살해한 진을 중심으로 조직을 계속 쫓고 있다.
조직에 잠입했을 때는 장발이었지만 조직에서 쫓겨난 이후 머리를 잘라 제임스 블랙과 재회했을 때 제임스 블랙이 아카이라 눈치채지 못할 정도였다.
하이바라 아이의 정체를 알고 있는 것 같은 장면이 있으며 코난을 명민한 아이라 여긴다.  미야노 아케미의 여동생인 아이에 대해서는 그녀의 몸이 작아지고 나서(정확히는 아케미가 죽은 뒤) 서로 얼굴을 본 적은 없고 아이도 모로보시 다이(諸星 大)와 아카이 슈이치 수사관이 같은 인물인지를 모른다.  아이의 모습을 보면서 "미야노 시호와 닮았다"라거나 "나는 아직 이 아이하고 만나서는 안된다"라고 한 적이 있다. 조디 등 다른 FBI 요원들은 아이의 정체를 모르는 듯 하지만, 베르무트와 아이와의 대화를 통해 "조직에서 셰리(Sherry)라고 불리고 있던 소녀"로 인식하고 있다.
메우 우수한 스나이퍼이기 때문에 검은 조직의 보스는 아카이 슈이치가 조직을 파괴할 은제 탄환(Silver Bullet)이 될 수 있다며 두려워한다.
조디는 그에게 "슈"라고 부르며 제임스 블랙은 "아카이 군(赤井君)", 캐멀 수사관과 코난은 "아카이 씨(赤井さん)", 미야노 아케미는 "다이 군(大君)"이라고 부른다.
차량은 처음에는 쉐보레 실버라도 C/K (C-1500) 픽업트럭이였으나 혼도 히데미 (미즈나시 레나, 조직명은 키르)에 의해 폭파되어 소실되었으며 이후에 포드 머스탱 GT500으로 차량을 바꾸었다.
이름은 기동전사 건담에 등장하는 "붉은(赤い) 혜성의 샤아"인 샤아 아즈나블과 그 목소리를 담당했던 성우 이케다 슈이치(池田秀一)에서 파생되었으며, 가명인 모로보시 다이(諸星 大)는 캐스발 렘 다이쿤(ダイクン.  샤의 본명)에서 파생되었다.
일본어판은 이케다 슈이치(池田秀一)가 더빙을 맡고 있으며, 한국어 더빙판은 이주창이 더빙을 맡고 있다.
한국어 더빙판에서는 이상윤이라는 이름으로 나온다.

#### 관련 정보
- 가족정보

```
     아빠:아카이츠토무
     엄마:메리 세라
     동생:하네다 슈키치,세라 마스미
```

명탐정코난을 만든 사람 말로는 하이바라 아이(미야노 시호) 와 사촌이라고 함
진의 속임수에 의해서 CIA 수사관이던 혼도 히데미 (미즈나시 레나, 조직명은 키르)에게 폐와 머리에 관통상을 당해 사망당한 것처럼 꾸며진다. 조직은 증거 인멸을 위해 아카이 슈이치가 아끼던 차인 쉐보레 실버라도 C/K (C-1500) 픽업트럭을 폭파시켰고, 신원 불명의 시체가 발견되며 그 시체에 남아있는 오른손의 지문과 코난의 휴대전화에 남아있는 지문과 일치해 조디 등은 아카이가 혼도 히데미 (미즈나시 레나/키르)에 의해 살해되었다고 판단한다. 그의 죽음으로 검은 조직에 잠입해서 활동하는 혼도 히데미 (미즈나시 레나/키르)는 조직에 잠입한 CIA 요원이라는 조직의 의심을 피하게 된다.  다만 이 휴대 전화는, 권총 자살한 조직 관계자 1명으로부터 시작해 3명의 인물에게 코난이 손대게 한 것이어, 본래라면 시체가 정말로 아카이인지는 알 수 없다. 그 때문에 일부 독자는 아카이의 시체가  아니고 권총 자살한 조직 관계자일 것이라는 가능성을 지적하고 있다. 이것은 타카기 형사가 "그 시체에는 알 수 없는 점이 많다"라고 발언하고 있는 것에서 신빙성이 있다. 현재는 아카이 슈이치가 살아있으며, 모두 코난이 꾸며서 한 일임이 밝혀졌다. 그리고 지금은 오키야 스바루로 변장하여 쿠도가의 집에서 살고있는 상태이다.
- 또한 혼도 에이스케와 코난의 대화에서 "FBI의 누군가가 죽은 것 같은 분위기였지만, 네가 듣지 않으면 괜찮네"라고 말했을 때에 언제나 냉정함을 잃기 쉬운 코난이 "아, 괜찮아요."라고 마음 속으로 중얼거리고 있는 것으로 보아서는 아카이의 사망은 모순점이 많다.  원래 아카이는 니트모를 쓰고 있고, 이것에 방탄 효과가 있었다고 지적하는 독자도 있으며, 전화 연락을 받았을 때에 제임스 블랙이 "함정일지도 모르다"라고 했으므로, 약속 장소로 가기 전에 방탄 조끼를 몸에 입었을 가능성도 지적되고 있다. 또 그 약속 장소가 셜록 홈즈가 기적적으로 생환했다고 여겨지는 라이헨 바하의 폭포를 모델로 한 곳이라는 점도 아카이가 살아있다고 주장되는 이유 중 하나이다.<실재로 살아있는 것이 밝혀졌다.>
- 위에 언급된 적 있던 일이 사실이 맞다. 아카이 슈이치는 [적과 흑의 크래쉬(순직)]편에서 미즈나시 레나, 조직명은 키르, 가명은 혼도 히데미였던 그녀에게 권총을 맞아 죽은 것처럼 나오고 시신까지 차 안에서 발견 되었었다. 하지만 그 시신은 적과 흑의 크래쉬편에서 병원에 잠입하였던 쿠스다 리쿠미치(한국이름 구민식)의 시신으로 밝혀졌고, 아카이 슈이치는 죽지 않고 쿠도 신이치의 어머니인 쿠도 유키코의 도움으로 변장을 해 쿠도 신이치의 집에서 오키야 스바루(한국명 최수현)으로 변장하며 살고 있다.

+ 명탐정 코난 782화 / 진홍색의 귀환 화에서 드디어 아카이 슈이치가 귀환한다. 그러나 의문점은 오키야 스바루와 아카이 슈이치가 동일 인물이 아니라는 것! 생각할 수 있는 여지는 둘 다 FBI라는 것이거나 누군가 한명이 변장한이라는 것이다.
+ 명탐정 코난 783화 / 진홍색의 진상 화에서 코난(신이치)의 아버지인 쿠도 유사쿠가 오키야 스바루로 변장했던 것으로 밝혀졌다.

### 제임스 블랙
제임스 블랙(영어: James Black)은 FBI 요원이며 영국계 미국인이다. 조디 스털링과 아카이 슈이치의 상관이다.
FBI 요원으로 밝혀지기 전 일본에 방문했을 때 돈 많은 미국인 부자로 오인 받아 언론의 질문 공세를 받으나 코난의 추리로 오해가 풀리게 되어 이후에 코난에게 경의를 표한다. 언제나 침착하여 자신이 납치당했을 때 가지고 있던 기념품으로 P&A(P AND A. 경찰차의 색이 팬더의 색과 닮았다고)라는 실마리를 남겨 추적하는 코난의 실력을 시험하기도 했다.
자가용은 메르세데스-벤츠 CLK 클래스 카브리올레였으나 현재는 메르세데스-벤츠 CLS 클래스 4도어 세단으로 바꾸었으며 조디 수사관과 아카이 수사관의 상관이나 거리낌없이 자신의 차에 태울 정도로 친절하고 상황 판단이 빠르다.
이름은 제임스 모리아티(James Moriarty)에서 파생되었으며 처음에 등장했을 때 코난과 하이바라가 의문을 가졌다. 나중에 FBI 요원으로 밝혀진 인물로 코난 일행에게 정보를 주며 도움을 주고 있다.
일본어판은 가유미 이에마사(家弓家正)[1대], 하시 타카야(土師孝也)[2대]가 더빙을 맡고 있으며, 한국어 더빙판은 권혁수가 더빙을 맡고 있다.

### 안드레 캐멜
안드레 캐멜(영어: Andre Camel)은 FBI 수사관으로 일본 지리와 음식에 익숙하다. 항상 아카이 슈이치에게 정신적 빚을 지고 있다.
아카이가 세운 작전을 위해서 호출되었으며 27세의 독신이다. FBI 내에서도 탁월한 운전 솜씨를 가지고 있으며, 자동차 폭발과 동시에 차에서 뛰쳐나올 수 있을 정도로 운동 신경이 뛰어나 그 점은 아카이 슈이치에게 인정받고 있으며 이 점으로 인해 아카이 슈이치가 진행한 위험한 작전을 거리낌없이 한다.
예전에 캐멀은 슈이치와 함께 검은 조직에 숨어들어와 조사할 때 아카이 슈이치의 정체를 드러내버리는 실수를 해버리게 되고 이후 캐멀은 미야노 아케미를 죽음으로 몰게 한 원인이 자신에게 있다고 생각하여 항상 아카이 슈이치에게 마음 속으로 빚을 지고 있다.
몸을 단련하는 것이 취미로 근육으로 가득한 육체를 지니고 있으며 체격과 인상이 험악하게 생겨 첫 인상은 꽤 나쁘다. 한번은 건물에서 계단 오르내리기 운동을 하다 살인 사건에 관련된 외국인 용의자로 의심받아 결국에 코난이 조디를 소환시키며 조디가 캐멀이 FBI 수사관이라는 정체를 알리고 임기응변으로 "달링"이라 부르기도 했다.
약 2년 전에 카레를 먹으러 방문했던 식당에서 살인 사건과 조우하게 되고 카즈하의 연락을 받은 코난 일행과 다시 만나게 된다. 그 과정에서 세라 마스미를 보게 되고 예전에 만난 듯한 느낌을 받아 조디 일행에게 세라가 몰래 찍은 사진을 보낸다. 이후 헤이지의 추리를 들은 코난이 사건을 해결하는 것을 참관한 후 세라 마스미를 아는 듯한 제임스 블랙 수사관의 발언을 듣게 된다.
이름은 기동전사 건담에 등장하는 케멀 함대 지휘관 드레인 대위에서 파생되었으며 처음에 등장했을 때 검은 조직에서 파견된 스파이인 듯한 인상을 주었으나 나중에 아카이 수사관 측 인물인 것으로 밝혀지게 되었다.
일본어판은 야나다 키요유키(梁田清之)가 더빙을 맡고 있으며, 한국어 더빙판은 안장혁이 더빙을 맡고 있다.

## 연관 인물
| - 혼도 에이스케 - 혼도 히데미(미즈나시 레나)의 여자같은 남동생. - 아라이데 토모아키 - 베르무트가 신원을 무단 도용한 학교보건의. - 오키야 스바루 - 아카이 수사관이 라이하 고개에서 검은조직을 파탈내기위해 위장죽음을 해서 아카이슈이치가 변장을한 캐릭터 - 아무로 토오루 - 공안 경찰 제로소속. 아카이 수사관의 적수이자 카페 포와로의 알바생. | - 세라 마스미 - 아카이 슈이치의 여동생. 대부분의 사람들은 짧은머리와 중성적인 이미지 때문에 남자라고 여기지만 제임스는 예리한 직감으로 단박에 여자임을 알아챈다. - 하네다 슈키치 - 아카이 슈이치의 남동생이자 세라의 둘째오빠. 일명 태합명인이라고 불리는 장기의 신 - 메리 세라 - 극장판 '이차원의 저격수'에서 처음 등장한 10대 소녀. '잔물결의 마법사' 편에서 세라 마스미의 모친인것으로 밝혀졌고 남편 아카이 츠토무를 만나러 갔다 모종의 이유로 APTX4869를 먹고 어린아이가 된 모습으로 돌아왔다. - 미야노 아케미 - 아카이 수사관의 옛 연인이자 미야노 시호의 언니. - 혼도 히데미 - CIA가 조직에 심어둔 첩자이자 FBI의 비공식 정보원, 혼도 에이스케의 유일한 혈육. - 와카사 루미 - 럼이 언급된 이후 새로 부임해 활약하는 초등학교 교사, 럼 후보 중 한 명. |

## 참고 사항
1. ↑  명탐정 코난 단행본 27권 「Chapter 270. 시합 개시」의 내용.(한국에서 발행된 단행본은 27권 「File.7 시합 개시」부분임)
2. ↑  조디는 아라이데 선생님의 정체를 이미 간파하고 있었으며 진짜 아라이데 선생님을 도피시켰다.
3. ↑  단행본 File 324, 애니판 258화 첫 등장.
4. ↑  단행본 File 599, 애니판 497화 첫 등장.

## 같이 보기
- 명탐정 코난 (애니메이션)
- 명탐정 코난의 원작 사건 목록
- 소년 탐정단 (명탐정 코난)
- 아카이 슈이치